# Абдусатторов, Нодирбек
Нодирбе́к Абдусатто́ров (род. 18 сентября 2004, Ташкент) — узбекистанский шахматист, гроссмейстер (2017), один из ведущих шахматистов мира. Победитель чемпионата мира по рапиду 2021, олимпиады 2022 в составе сборной Узбекистана (1-я доска, +7-1=3) и многих других турниров.

## Биография
Отец научил Абдусатторова играть в шахматы, когда мальчику было 4 года. Позже он пошёл в клуб, где занимался с Равшаном Шукуровым. Когда у Абдусатторова проявились первые способности, он стал заниматься с Дмитрием Каюмовым.
В 2012 году стал победителем чемпионата мира до 8 лет в Мариборе.
В 2014 году в возрасте 9 лет одержал победы над гроссмейстерами Андреем Жигалко и Рустамом Хуснутдиновым на Мемориале Георгия Агзамова в Ташкенте, став самым молодым в мире, кому это удалось. Одна из его партий была разобрана в выпуске The New York Times.
В апреле 2015 года в возрасте 10 лет вошёл в топ-100 по рейтингу среди юниоров, установив рекорд по возрасту попадания в этот список. В ноябре с результатом 8½ из 11 занял 4-е место на чемпионате мира до 12 лет.
В октябре 2017 года занял 3-е место на мемориале Чигорина с результатом 6½ из 9. Во время турнира рейтинг Абдусатторова превысил 2500 и он выполнил норму гроссмейстера. 29 октября 2017 года в возрасте 13 лет 1 месяца и 11 дней стал вторым самым молодым гроссмейстером в истории после Сергея Карякина.
Все гроссмейстерские нормы Абдусатторов выполнил в сильных турнирах по швейцарской системе:
- Мемориал Чигорина (2016, Санкт-Петербург — 7-е место, +6-1=2)[16]
- Abu Dhabi Masters (2016 —8-е место, +4-0=5)[17]
- Мемориал Чигорина (2017, Санкт-Петербург — 16-е место, +5-1=3)[14]

В декабре 2017 года получил награду от Азиатской шахматной федерации как лучший молодой шахматист Азии.
На олимпиаде 2018 стал победителем в составе юношеской сборной Узбекистана.
В декабре 2021 года в Варшаве Абдусатторов выиграл чемпионат мира по рапиду, обыграв Карлсена и Непомнящего (9,5 очков также набрал Каруана, но по правилам чемпионата тай-брейк играется между двумя участниками с наилучшими дополнительными показателями). Он стал самым молодым чемпионом за всю историю проведения чемпионатов мира во всех форматах контроля времени.
19 января 2023 года на Вейк-ан-Зее 2023 победил чемпиона мира Магнуса Карлсена. Абдусатторов лидировал на протяжении всего турнира, но проиграл последний тур и его обогнал Аниш Гири.
В августе 2024 года стал бронзовым призёром командного чемпионата мира по рапиду в составе WR Chess Team.